# Roodpluimhoningzuiger
De roodpluimhoningzuiger (Deleornis fraseri; synoniem: Anthreptes fraseri) is een zangvogel uit de familie Nectariniidae (Honingzuigers).

## Verspreiding en leefgebied
Deze soort telt 3 ondersoorten:
- Deleornis fraseri idius: van Sierra Leone tot Togo.
- Deleornis fraseri cameroonensis: van zuidelijk Nigeria tot westelijk Congo-Kinshasa en noordwestelijk Angola.
- Deleornis fraseri fraseri: Bioko.